# Torrent de Font de Tomàs
El Torrent de Font de Tomàs és un afluent per la dreta de l'Aigua de Valls que transcorre íntegrament pel terme municipal de Gósol, al Berguedà. El darrer tram del seu recorregut (a partir de l'aiguabarreig amb el Torrent de Moripol), rep també el nom de Canal de la Font d'Espunya.
El primer km del seu recorregut (fins a la cota 1.600) transcorre per territoris integrats en el Pla d'Espais d'Interès Natural (PEIN) de la Generalitat de Catalunya i més concretament en l'espai de la Serra del Verd.

## Xarxa hidrogràfica
La xarxa hidrogràfica del Torrent de Font de Tomàs, que també transcorre íntegrament pel terme municipal de Gósol, està constituïda per 22 cursos fluvials la longitud total dels quals suma 23.756 m.

### Afluents destacables
- El Torrent del Castell
- El Torrent de Moripol